# Rosella Sensi
Rosella Sensi (Roma, 18 de dezembro de 1971) é uma empresária italiana e gerente de esportes.

## Biografia
Ela se formou a partir da LUISS, ocupa o cargo de diretora administrativa e, a partir de 28 de agosto de 2008, também presidente| da AS Roma, um time-empresa que seu pai era presidente, Franco, até o dia da sua morte, Agosto 17, 2008.
É também presidente da empresa familiar Italpetroli.
Rosella Sensi é a segunda mulher a se tornar presidente da Associazione Sportiva Roma, antes dela, a viúva de Dino Viola, Flora, assumiu o marido até a morte deste homem, em 1991. Atualmente Rosella Sensi é uma de duas mulheres para liderar um clube de futebol da Série A, o outro é Francesca Menarini (presidente do Bolonha).
Na sua qualidade de presidente da AS Roma, no final do campeonato de futebol para a Sensi 2008/2009 tornou-se contestado pelos torcedores por causa do fracasso reforço da equipe.
Em 2008, começaram a circular rumores sobre uma possível venda do clube a terceiros, devido à necessidade por parte da família Sensi, para levantar o dinheiro para cobrir a dívida de 300 milhões que a empresa tem contra o grupo Italpetroli Unicredit crédito bancário. Para acompanhar cada mês os outros nomes de possíveis compradores, como o empresário americano George Soros, o agente FIFA Vinicio Fioranelli ou o farmacêutico Industial Francesco Angelini, mas tudo terminou em impasse.
Em Setembro de 2009 são repetidos protestos dos ultras, na sequência da demissão do técnico Luciano Spalletti e por causa do futuro incerto da sociedade.
Rosella Sensi é desde 2006 vice-vigário da Liga de Futebol.